# 于楓 (歌手)
楓（1961年12月25日—1996年10月30日）本名張豫汶，台灣女歌手，以《愛在旋轉》一曲成名，與藝人羅霈穎形同姊妹關係。

## 經歷
于楓是眷村出身，1980年在台北市麗聲歌廳駐唱，在觀眾推薦下與中國電視公司簽約。中視栽培于楓往主持與戲劇發展，十分順利；不久，于楓結識已婚商人黃文甯，與黃文甯情感牽扯16年，期間與比她年長25歲的菲律賓華僑黃漢傑結婚僅3年即離婚，離婚後仍與黃文甯同居。1990年，于楓被揭發懷孕，但她接受新聞媒體訪問時刻意隱瞞懷孕的事，還說她已跟黃文甯在美國拉斯維加斯結婚。于楓剖腹產產下一子黃華倫。

## 離世
1996年10月25日，于楓因為情感問題而在台北市復興北路自家臥室上吊自殺，被黃華倫發現後送醫急救；經過台大醫院六天急救後，同月30日，于楓死於多重器官衰竭，享年34歲。于楓死後，黃文甯迅速搬離于楓家，于楓家人控告黃文甯涉嫌《中華民國刑法》遺棄致死罪。1997年3月27日，台北地檢署承辦于楓命案的檢察官黃東焄依據相關證據認定于楓是上吊自殺，裁定黃文甯涉嫌遺棄致死案不起訴處分。2002年1月4日，中華民國最高法院判決確定，于楓母親謝桂英與黃華倫各持有于楓遺產一半。2004年，黃文甯中風落魄，謝桂英認為這是因果報應。
2011年4月9日，黃文甯說他常會夢見于楓，並說羅霈穎帶著于楓打牌玩太兇害于楓自殺；羅霈穎否認黃文甯說詞，還說于楓自殺前她根本沒有與于楓在一起；黃華倫則說，于楓自殺後，他沒有夢見她，也不太記得她的長相，也從未見過羅霈穎。
2020年8月10日，黃華倫赴羅霈穎靈堂上香，他受訪表示，希望羅霈穎與于楓在天上相伴，「如果不巧碰到我爸爸了，希望把人世間的紛擾放在人世間」；事後，于美人證實黃文甯已過世。

## 主持作品

### 電視節目
| 頻道 | 節目                         | 備註                     |
| ---- | ---------------------------- | ------------------------ |
| 中視 | 千百惠電視專輯《千千夏日情》 | 與千百惠及童安格主持     |
| 中視 | 綜藝節目《歡樂街》           |                          |
| 中視 | 綜藝節目《歡樂隊對碰》       | 與王夢麟並任第三代主持人 |
| 中視 | 綜藝節目《飛躍黃金線》       | 第一代主持人             |

## 演出作品

### 電視劇
| 頻道 | 劇名                 | 飾演                 |
| ---- | -------------------- | -------------------- |
| 中視 | 連續劇《牽情》       | 林子薇               |
| 中視 | 連續劇《迷情》       | 馮曉倩               |
| 中視 | 連續劇《一串相思鈴》 | 黎曼雲、唐如冰       |
| 中視 | 連續劇《五人行》     | 王太澄               |
| 中視 | 連續劇《小姐與流氓》 | 酈倫                 |
| 中視 | 連續劇《天使之愛》   | 程庭雨 (第4集起出演) |
| 中視 | 連續劇《一世情緣》   | 葛無雙               |

## 音樂作品

### 專輯
| 專輯名稱     | 發行公司 | 語言 | 發行日期 | 曲目 |
| ------------ | -------- | ---- | -------- | --- |
| 愛在旋轉     | 光美唱片 | 國語 | 1982年   | 曲目 1. 雨中清晨 2. 分手 3. 迷戀 4. 雲兒雲兒 5. 你的信 6. 快樂年華 7. 愛在旋轉 8. 等你 9. 風兒帶我回故鄉 10. 串串的笑話 11. 夕陽入我窗 12. 笑在風中 |
| 不要離開     | 光美唱片 | 國語 | 1984年   | 曲目 1. 不要離開 2. 我問夕陽 3. 憶 4. 海市蜃樓 5. 不要問我 6. 驚情 7. 清涼在心田 8. 旅路 9. 潮汐 10. 夏日的時光 11. 夢 12. 愛在四季                 |
| 于楓紀念專輯 | 光美唱片 | 國語 | 1997年   | 曲目 1. 愛在旋轉 2. 雨中清晨 3. 串串的笑語 4. 分手 5. 等你 6. 夕陽入我窗 7. 不要離開 8. 旅路 9. 潮汐 10. 迷戀 11. 夢 12. 我問夕陽                   |